# اليوم العالمي لمناهضة رهاب المثلية الجنسية
اليوم العالمي لمناهضة رهاب المثلية الجنسية، ورهاب التحول الجنسي، ورهاب إزدواجية الميل. 
اعتمد في 17 مايو، ويهدف إلى تنسيق الفعاليات الدولية التي تهدف لرفع مستوى الوعي عن انتهاكات حقوق المثليين وتحفيز الاهتمام بحقوق المثليين في جميع أنحاء العالم. بحلول عام 2016، تم الاحتفال به في 132 دولة في جميع أنحاء العالم.
مؤسسو اليوم الدولي لمكافحة رهاب المثلية الجنسية، كما كان معروفًا في الأصل، أسسوا لجنة IDAHO لتنسيق الإجراءات الشعبية في بلدان مختلفة، للترويج لليوم والضغط من أجل الاعتراف الرسمي به في 17 مايو. تم اختيار هذا التاريخ لإحياء ذكرى قرار إزالة الشذوذ الجنسي من التصنيف الدولي للأمراض لدى منظمة الصحة العالمية في عام 1990.

## التاريخ

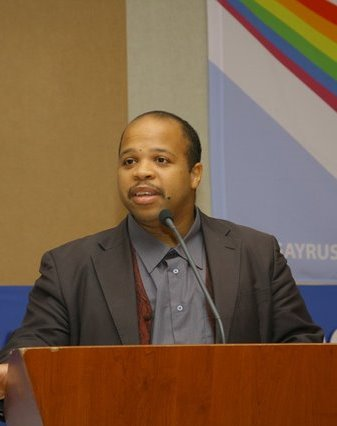
لويس جورج تين ، مؤسس اليوم الدولي لمكافحة رهاب المثلية وترانسفوبيا وخوفان

لفترة طويلة في ألمانيا، تم تعريف 17 مايو بشكل غير رسمي على أنه «يوم مثلي الجنس». مكتوبة بتنسيق التاريخ (17.5)، كإشارة للفقرة 175 من قانون العقوبات، القاعدة التي تتعامل مع المثلية الجنسية (المثليين جنسياً كانوا يسمون «مائة وسبعون خمسون»).
تم تصور اليوم كمفهوم في عام 2004. وبلغت الحملة التي استمرت لمدة عام واحد ذروتها في اليوم الدولي الأول ضد رهاب المثلية في 17 مايو 2005. 24000 فرد بالإضافة إلى منظمات مثل الرابطة الدولية للمثليين والمثليين (ILGA)، واللجنة الدولية للمثليين والمثليات لحقوق الإنسان (IGLHRC)، والمؤتمر العالمي لليهود المثليين، وائتلاف المثليات الأفارقة وقعوا نداءً لدعم «مبادرة IDAHO». جرت أنشطة اليوم في العديد من البلدان، بما في ذلك أول حدث LGBT على الإطلاق في الكونغو والصين وبلغاريا. [بحاجة لمصدر] تم اختيار تاريخ 17 مايو خصيصًا لإحياء ذكرى قرار منظمة الصحة العالمية عام 1990 بإزالة تصنيف المثلية الجنسية كاضطراب عقلي.
في عام 2009، رهاب التحول الجنسي أضيف إلى اسم الحملة، والأنشطة في ذلك العام التي ركزت في المقام الأول على (العنف والتمييز ضد المتحولين جنسيا). تم إطلاق عريضة جديدة بالتعاون مع منظمات مجتمع الميم في عام 2009، بدعم من أكثر من 300 منظمة غير حكومية من 75 دولة، بالإضافة إلى ثلاثة فائزين بجائزة نوبل (إلفريدي يلينيك وفرانسواز باري سينوسي ولوك مونتانييه). عشية 17 مايو 2009، أصبحت فرنسا أول دولة في العالم تزيل أمور المتحولين جنسيًا من قائمة الأمراض العقلية.
الفرنسي لويس جورج تين كان مؤسس اليوم، وعمل كرئيس للجنة حتى استقالته في سبتمبر 2013. وقد خلفه ناشط ومحام وأستاذ القانون الفنزويلي المشهور دوليًا، تمارا أدريان، الذي أصبح من أوائل المشرعين المتحولين جنسيا في أمريكا اللاتينية في عام 2015.
بدأ لويس جورج تين وعضوان آخران في اللجنة إضرابًا عن الطعام في يونيو 2012 لحث الرئيس الفرنسي هولاند على تقديم قرار من الأمم المتحدة يجرم المثلية الجنسية.
في فرنسا، أصبح زواج المثليين قانونيًا منذ 18 مايو 2013؛ صدر القرار في 17 مايو.
تمت إضافة رهاب ازدواجية الميل الجنسي إلى اسم الحملة في عام 2015.
صدر قانون إنفاذ تفسير اليوان القضائي رقم 748 الذي شرع زواج المثليين في تايوان في اليوم الدولي لمكافحة رهاب المثلية في عام 2019،  مع دخول القانون حيز التنفيذ في 24 مايو 2019.

## الأهداف والأنشطة
الغرض الرئيسي من حركات 17 مايو هو زيادة الوعي بالعنف والتمييز والقمع لمجتمعات المثليات والمثليين ومزدوجي الميل الجنسي ومغايري الهوية الجنسية في جميع أنحاء العالم، والذي يوفر بدوره فرصة لاتخاذ إجراءات والدخول في حوار مع وسائل الإعلام وصناع السياسات والرأي العام والمجتمع المدني الأوسع.
أحد الأهداف المعلنة ليوم 17 مايو هو إنشاء حدث يمكن أن يكون مرئيًا على المستوى العالمي دون الحاجة إلى الامتثال لنوع معين من الإجراءات. هذا النهج اللامركزي مطلوب بسبب تنوع السياقات الاجتماعية والدينية والثقافية والسياسية التي تحدث فيها انتهاكات الحقوق.

## 17 مايو حول العالم

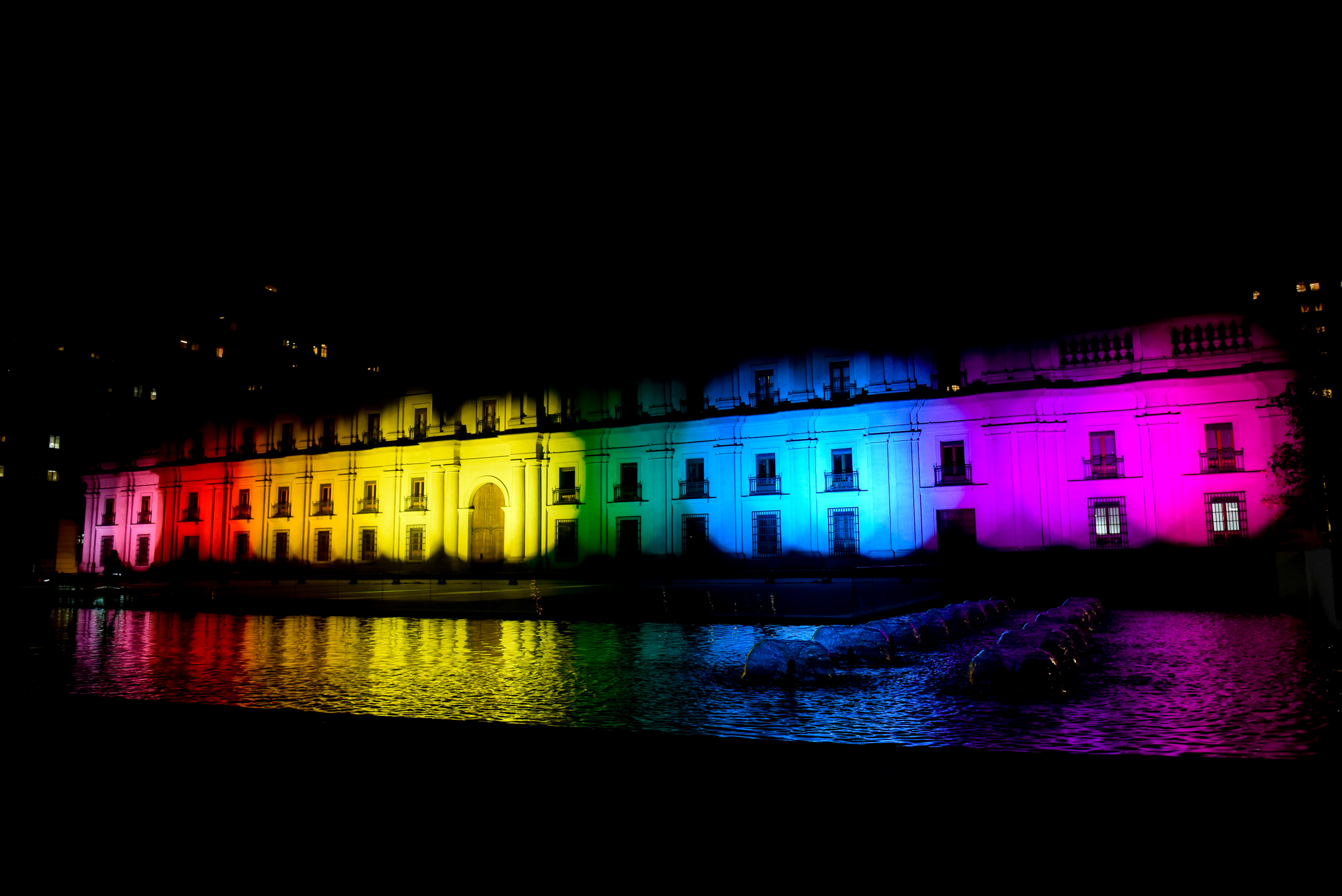
قصر La Moneda مضاء بعلم LGBT لعام 2017 IDAHO

اليوم قوي بشكل خاص في أوروبا وأمريكا اللاتينية، حيث يتم الاحتفال به مع الأحداث العامة في جميع البلدان تقريبًا. تم تمييز 17 مايو أيضًا في العديد من البلدان في جميع مناطق العالم في عام 2013، بما فيه 32 من 76 دولة في العالم  يتم فيها تجريم العلاقات بين نفس الجنس.
تشمل الإجراءات الشائعة مسيرات الشوارع والعروض والمهرجانات واسعة النطاق. في كوبا، على سبيل المثال، قادت مارييلا كاسترو عرضًا ضخمًا في الشوارع تكريماً لـ 17 مايو على مدى السنوات الثلاث الماضية. في تشيلي في عام 2013، خرج 50,000 شخص إلى الشوارع للاحتفال بيوم 17 مايو، ومسيرة سانتياغو للمساواة الثامنة.
الفنون والأحداث القائمة على الثقافة شائعة أيضًا. على سبيل المثال، نظم نشطاء بنجلادش مهرجان الموسيقى "Love Music Hate Homophobia" في عام 2013. قام نشطاء ألبانيون من المثليات والمثليين ومزدوجي الميل الجنسي ومغايري الهوية الجنسانية في عامي 2012 و 2013، بتنظيم رحلة سنوية بالدراجة الهوائية في 17 مايو عبر شوارع العاصمة تيرانا. في عام 2013، دعت لجنة اليوم إلى اتخاذ إجراءات دولية للاحتفال بيوم 17 مايو. شارك نشطاء في 100 مدينة، في 50 دولة، في أحداث عامة متنوعة امتدت من إطلاق البالونات الملونة، والرقص، والفعاليات الموسيقية، وفنون الأداء وفنون الشارع.
في يوم الجمعة 17 مايو 2019، أصبحت تايوان أول دولة في آسيا تعترف قانونًا بزواج المثليين.
في نيبال، يتم الاحتفال بهذا اليوم باعتباره اليوم الدولي ضد فوبيا اللوطي / MOGAI" 

## اعتراف رسمي
في عام 2003، نظمت المنظمة الكندية Fondation Émergence حدثًا مشابهًا، وهو اليوم الوطني لمكافحة رهاب المثلية، الذي عقد في 1 يونيو. في عام 2006، غيروا التاريخ إلى 17 مايو، من أجل الانضمام إلى الحركة الدولية.
في عام 2006، تم إنشاء إعلان مونتريال واعتماده من قبل منظمة Outgames العالمية لعام 2006. طالب الإعلان بأن تعترف الأمم المتحدة وجميع الدول في 17 مايو / أيار باليوم الدولي لمكافحة رهاب المثلية.
في عام 2007، في وادي أوستا (إيطاليا)، وافقت الحكومة على دعم IDAHOT 
في عام 2010، وقع لولا دا سيلفا، الذي كان آنذاك رئيسًا للبرازيل، قانونًا حدد يوم 17 مايو باعتباره اليوم الوطني لمكافحة رهاب المثلية في بلاده.
كما يتم الاعتراف بهذا اليوم رسميًا من قبل برلمان الاتحاد الأوروبي وإسبانيا والبرتغال وبلجيكا والمملكة المتحدة والمكسيك وكوستاريكا وكرواتيا وهولندا وفرنسا ولوكسمبورغ وفنزويلا. كما أنه معترف به من قبل العديد من السلطات المحلية، مثل مقاطعة كيبيك ومدينة بوينس آيرس.
في عام 2012، أنشأت مدينة ليفربول، إنجلترا، برنامجًا رائدًا للأحداث بالاشتراك مع منظمة Homotopia، المسماة IDAHO 50. وقد دعم الحدث 50 منظمة رائدة مقرها ليفربول. "Link" (PDF). مؤرشف من الأصل (PDF) في 2013-11-02.
في 21 مارس 2014، أعلنت المكسيك، بموجب مرسوم رئاسي، (17 مايو) اليوم الوطني لمكافحة رهاب المثلية. انظر حقوق المثليين في المكسيك.
اعترفت الجمعية الوطنية الفنزويلية (AN) رسميًا في 17 مايو بيوم مكافحة رهاب المثلية ورهاب التحول الجنسي ورهاب ازدواجية الميل الجنسي في 12 مايو 2016. أشادت النائبة تمارا أدريان، الرئيسة الدولية للجنة IDAHO، بالقانون التشريعي باعتباره «علامة على التغيير» في فنزويلا حيث «يتمتع الجميع بحقوق وفرص متساوية».
في العديد من البلدان الأخرى (مثل الأرجنتين، بوليفيا، أستراليا، وكرواتيا) دعت تحالفات المجتمع المدني الوطنية سلطاتها إلى الاعتراف رسميًا بتاريخ 17 مايو.

## التأثير
اعتبارًا من 2012، قامت بعض البلدان بإصدار تشريع على المستوى الفيدرالي يتضمن اعترافًا قانونيًا كاملاً بحقوق الأزواج المثليين مثل الزواج والتبني والميراث وحقوق التأمين، على الرغم من جهود حركة 17 مايو تستمر بعض البلدان في تجريم المثلية الجنسية أو المتحولين جنسياً وتضطهد المثليين، أحيانًا بعنف.
قد يكون الأشخاص المثليون ومزدوجو الميل الجنسي ومغايرو الهوية الجنسانية في هذه البلدان عرضة للعنف الحكومي أو جرائم الكراهية، وقد تكون منظمات أو حركات المثليات والمثليين ومزدوجي الميل الجنسي ومغايري الهوية الجنسانية عرضة للمضايقة التي ترعاها الدولة.
أكد تقرير ILGA الصادر لهذا اليوم في عام 2009 أن 76 دولة لا تزال تعتبر العلاقات من نفس الجنس غير قانونية. في سبعة من هذه البلدان، يعاقب على الأفعال الجنسية من نفس الجنس بالإعدام. في جميع البلدان تقريبًا، تحد قوانين المتحولين من الجنس من حرية التصرف بطرق لا تتوافق مع الأدوار والتوقعات التي يتم تحديدها ثقافياً حسب جنس الشخص عند الولادة.

## روابط خارجية
- الموقع الرسمي
 باللغة الإنجليزية
- اليوم الدولي لمكافحة رهاب المثلية في هونغ كونغ (IDAHO HK) - الموقع الإقليمي لحملة هونغ كونغ
- RainbowFlash (ru) (ar) (de) - الحملة الروسية الألمانية
- تم إطلاق مشروع IDAHO من قبل الشبكة الاجتماعية Gays.com ولجنة اليوم الدولي لمكافحة رهاب المثلية وترانسفوبيا (IDAHO)
- الرابطة الدولية للمثليات والمثليين (ILGA)
- كوبا واليوم العالمي ضد رهاب المثلية، هافانا تايمز ، 16 مايو 2009